# Helheim

A skandináv mitológia kilenc világa

Helheim vagy Hél, egyike a kilenc világnak a skandináv mitológiában. Itt, az alvilágban vagy holtak birodalmában, Loki és Angrboda eltorzult lánya, Hél uralkodik. Ez a sötét és hideg lak Niflheimben van, ami a legalul lévő hely a skandináv mitológia 9 világa közül. Senki nem hagyhatja el Helheimet, mivel körbefogja a Gjöll folyó, amin nem lehet átkelni. Még az istenek sem tudnak, akik ide kerültek, kijutni innen, mint például Baldr. Azok kerülnek ide, akik nem harcban lelték halálukat. Akik harcban estek el, vagy az Odin csarnokába a Valhallába vagy pedig Freyja palotájába, a Folkvangba jutnak.
Az alvilágba vezető hidat (Gjallarbron) az óriásnő Modgunn, míg a kapuját (Helgrind) a vérszomjas kutya, Garm őrzi.
Így ír róla az Edda, amikor Odin lement az alvilágba:

Az eb melle elöl

mind csupa vér volt,

vonítva csaholt

a Rúnák Atyjára.

Remegett a föld,

ahogy Ódin haladt,

elért akkor Hél

hatalmas házához.

Itt a világ szélén ül és a Helheimre néz le a sasóriás (Hraesvelg), akinek a szárnycsapásaitól keletkeznek a szelek. Helheim az Edda leírása szerint az Yggdrasil egyik gyökere alatt van.

Három gyökér gyürkőzik

három irányba

Yggdrasil kőrise alól:

egyik Hél honára dől,

másik a déróriásokéra,

harmadik az emberfiakra.

## Fordítás
- Ez a szócikk részben vagy egészben  a   Helheim című svéd Wikipédia-szócikk fordításán alapul.  Az eredeti cikk szerkesztőit annak laptörténete sorolja fel. Ez a jelzés csupán a megfogalmazás eredetét és a szerzői jogokat jelzi, nem szolgál a cikkben szereplő információk forrásmegjelöléseként.
- Ez a szócikk részben vagy egészben  a   Hel (location) című angol Wikipédia-szócikk fordításán alapul.  Az eredeti cikk szerkesztőit annak laptörténete sorolja fel. Ez a jelzés csupán a megfogalmazás eredetét és a szerzői jogokat jelzi, nem szolgál a cikkben szereplő információk forrásmegjelöléseként.